# 長さの逆数
長さの逆数（ながさのぎゃくすう）は、数学や科学のいくつかの分野で使用される物理量である。名前の通り長さの逆数の次元 (L−1) を持つ。この物理量に使用される一般的な単位は、国際単位系 (SI) では毎メートル (m−1)、CGS単位系では毎センチメートル (cm−1) である。
長さの逆数の次元を持つ量には、以下のものがある。
- 空間周波数（単位長さ当たりの周期の数）
- 材料科学における吸収係数
- 数学における曲線の曲率
- レーザー物理学におけるゲイン（英語版）
- 結晶学における逆格子空間のベクトルの大きさ
- 光学におけるレンズの屈折力。ディオプトリを単位とする。
- 量子力学における剛体回転子（英語版）の回転定数
- 分光学における波数、波数ベクトル（英語版）の大きさ
- 水文学やその他の分野における線形特徴物の密度（水系密度（英語版）など）。キロメートル毎平方キロメートル（英語版）を参照。

## エネルギーの計量
長さの逆数はエネルギーの尺度として使用されることがある。プランク・アインシュタインの関係によって、光子エネルギーは光子の周波数に比例する。光速度は一定なので、波長の逆数である波数は周波数に比例し、よって光子エネルギーに比例する。例えば、1毎センチメートル(cm−1)は、波長1 cmの光子が持つエネルギーに等しく、約1.24×10−4 eV、1.986×10−23 Jになる。